# 仙台市立長命ケ丘小学校
仙台市立長命ケ丘小学校（せんだいしりつ ちょうめいがおかしょうがっこう）は、宮城県仙台市泉区長命ケ丘五丁目にある公立小学校である。

## 概要
当時の泉市の17番目の小学校として開校した。
2013年4月から1年間は、宮城県立光明支援学校長命ヶ丘分教室が併設されていた（翌年度に新規開校された宮城県立小松島支援学校に統合されたため、併設されていた期間は1年間のみであった）。

## 沿革
出典
- 1979年（昭和54年）
  - 4月1日 - 泉市立野村小学校より分離し、泉市立長命ケ丘小学校として開校。
  - 同年内 - PTA設立。校歌・校章制定。プール・体育館完成。
- 1980年（昭和55年） - 苗木300本植樹。
- 1981年（昭和56年） - 丘の子児童会の歌制定。
- 1982年（昭和57年） - 校内テレビ放送開始。国旗掲揚塔完成。
- 1983年（昭和58年） - 飼育舎完成。開校5周年記念式典挙行。
- 1984年（昭和59年） - プレハブ校舎設置。校木「プラタナス」制定。
- 1985年（昭和60年）4月1日 - 泉市立南中山小学校が分離開校。
- 1987年（昭和62年） - 特殊学級「けやき」開設。
- 1988年（昭和63年）3月1日 - 泉市の仙台市への合併により、仙台市立長命ケ丘小学校に改称。
- 1989年（平成元年） - 観察池・庭園整備。開校10周年記念式典挙行。
- 1990年（平成2年） - 防砂用植樹。
- 1991年（平成3年） - 生活科関連施設整備拡張。
- 1992年（平成4年） - 土曜休業施設開放事業開始。
- 1993年（平成5年） - 校庭南側に防砂ネット設置。
- 1995年（平成7年） - 特殊学級「ひまわり」開設。
- 1996年（平成8年） - 校庭暗渠排水工事施工。
- 1997年（平成9年） - コンピュータ設置工事実施。
- 1998年（平成10年） - インターネット接続工事実施。
- 1999年（平成11年） - 開校20周年記念式典挙行。
- 2001年（平成13年） - マイスクール長命ヶ丘開設。
- 2002年（平成14年） - 消火栓工事と校内LAN工事実施。
- 2004年（平成16年） - 児童引き渡し訓練実施。
- 2005年（平成17年） - 校舎耐震補強工事実施。防犯ボランティア事業開始。
- 2006年（平成18年） - 防砂ネット補修。
- 2007年（平成19年） - 体育館耐震補強工事実施。少人数指導開始。
- 2008年（平成20年） - 校内LAN更新。
- 2009年（平成21年） - 開校30周年記念式典挙行。
- 2010年（平成22年） - インターフォン設置。
- 2011年（平成23年）
  - 3月11日 - 14時46分頃に、東日本大震災発生。避難所開設。
  - 同年内 - 東日本大震災で被災した校舎補修工事実施。
- 2012年（平成24年） - 震災復興ふれあい陸上教室開催し、アテネオリンピック女子マラソン金メダリストの野口みずき選手が来校した[3]。
- 2013年（平成25年） - 校内LAN・コンピュータ更新。光明支援学校長命ケ丘分教室開設（1年間）[3]。受変電施設改修工事[3]。
- 2014年（平成26年） - 特別支援学級（知的）開設。災害用太陽光発電システム設置。非常用公衆電話回線・給水栓設置[3]。
- 2015年（平成27年） - 扇風機設置工事。校庭遊具工事。外壁階段補修工[3]。
- 2016年（平成28年） - はぐくみ教室（通級教室）新設[3]。
- 2018年（平成30年） - コンピュータ更新し、タブレット設置[3]。
- 2019年（令和元年）9月7日[4] - 開校40周年記念式典挙行[3]。

## 校歌
作詞：永野為武、作曲：遠藤安彦

## 児童数・学級数
| 年度                      | 生徒数 | 増減 | 学級数 | 増減 | 備考       | 出典   |
| ------------------------- | ------ | ---- | ------ | ---- | ---------- | ------ |
| 1979（昭和54）年度        | 175    |      | 不明   | 不明 | 開校       | [ 6 ]  |
| 1980（昭和55）年度        | 468    | +293 | 不明   | 不明 |            | [ 6 ]  |
| 1981（昭和56）年度        | 710    | +242 | 不明   | 不明 |            | [ 6 ]  |
| 1982（昭和57）年度        | 910    | +200 | 不明   | 不明 |            | [ 6 ]  |
| 1983（昭和58）年度        | 1,129  | +219 | 不明   | 不明 |            | [ 6 ]  |
| 1984（昭和59）年度        | 1,353  | +224 | 不明   | 不明 |            | [ 6 ]  |
| 1985（昭和60）年度        | 1,254  | -99  | 不明   | 不明 |            | [ 6 ]  |
| 1986（昭和61）年度        | 1,270  | +16  | 不明   | 不明 |            | [ 6 ]  |
| 1987（昭和62）年度        | 1,235  | -35  | 不明   | 不明 |            | [ 6 ]  |
| 1988（昭和63）年度        | 1,225  | -10  | 不明   | 不明 |            | [ 6 ]  |
| 1989（平成元）年度        | 1,154  | -71  | 不明   | 不明 | 創立10周年 | [ 6 ]  |
| 1990（平成2）年度         | 1,068  | -86  | 不明   | 不明 |            | [ 6 ]  |
| 1991（平成3）年度         | 998    | -70  | 不明   | 不明 |            | [ 6 ]  |
| 1992（平成4）年度         | 916    | -82  | 不明   | 不明 |            | [ 6 ]  |
| 1993（平成5）年度         | 840    | -106 | 不明   | 不明 |            | [ 6 ]  |
| 1994（平成6）年度         | 735    | -105 | 不明   | 不明 |            | [ 6 ]  |
| 1995（平成7）年度         | 664    | -71  | 不明   | 不明 |            | [ 6 ]  |
| 1996（平成8）年度         | 606    | -58  | 不明   | 不明 |            | [ 6 ]  |
| 1997（平成9）年度         | 527    | -79  | 不明   | 不明 |            | [ 6 ]  |
| 1998（平成10）年度        | 464    | -63  | 不明   | 不明 |            | [ 6 ]  |
| 1999（平成11）年度        | 423    | -41  | 不明   | 不明 | 創立20周年 | [ 6 ]  |
| 2000（平成12）年度        | 380    | -43  | 不明   | 不明 |            | [ 6 ]  |
| 2001（平成13）年度        | 363    | -17  | 14     |      |            | [ 7 ]  |
| 2002（平成14）年度        | 327    | -36  | 14     | 0    |            | [ 8 ]  |
| 2003（平成15）年度        | 325    | -2   | 14     | 0    |            | [ 9 ]  |
| 2004（平成16）年度        | 327    | +2   | 14     | 0    |            | [ 10 ] |
| 2005（平成17）年度        | 326    | -1   | 14     | 0    |            | [ 11 ] |
| 2006（平成18）年度        | 316    | -10  | 13     | -1   |            | [ 12 ] |
| 2007（平成19）年度        | 333    | +17  | 13     | 0    |            | [ 13 ] |
| 2008（平成20）年度        | 326    | -7   | 13     | 0    |            | [ 14 ] |
| 2009（平成21）年度        | 326    | 0    | 13     | 0    | 創立30周年 | [ 15 ] |
| 2010（平成22）年度        | 344    | +18  | 13     | 0    |            | [ 16 ] |
| 2011（平成23）年度        | 356    | +12  | 13     | 0    |            | [ 17 ] |
| 2012（平成24）年度        | 370    | +14  | 13     | 0    |            | [ 18 ] |
| 2013（平成25）年度        | 368    | -2   | 13     | 0    |            | [ 19 ] |
| 2014（平成26）年度        | 365    | -3   | 15     | +2   |            | [ 20 ] |
| 2015（平成27）年度        | 359    | -6   | 14     | -1   |            | [ 21 ] |
| 2016（平成28）年度        | 363    | +4   | 14     | 0    |            | [ 22 ] |
| 2017（平成29）年度        | 379    | +16  | 14     | 0    |            | [ 23 ] |
| 2018（平成30）年度        | 379    | 0    | 14     | 0    |            | [ 24 ] |
| 2019（平成31/令和元）年度 | 365    | -14  | 14     | 0    | 創立40周年 | [ 3 ]  |
| 2020（令和2）年度         | 363    | -2   | 14     | 0    |            | [ 25 ] |
| 2021（令和3）年度         | 344    | -19  | 14     | 0    |            | [ 26 ] |
| 2022（令和4）年度         | 333    | -12  | 15     | +1   |            | [ 27 ] |
| 2023（令和5）年度         | 320    | -13  | 13     | -2   |            | [ 28 ] |
| 2024（令和6）年度         | 315    | -5   | 14     | +1   |            | [ 29 ] |

## 学区
出典
- 長命ケ丘東（全域）
- 長命ケ丘1丁目（全域）
- 長命ケ丘2丁目（全域）
- 長命ケ丘3丁目（全域）
- 長命ケ丘4丁目（全域）
- 長命ケ丘5丁目（全域）
- 長命ケ丘6丁目（全域）
- 上谷刈（字小梨沢、字長命岫）
- 古内（字高森、字畑沢(49番の一部)）

## 進学先中学校
出典
- 仙台市立長命ケ丘中学校

## 主な卒業生
- 杉田祐一（プロテニスプレイヤー）

## 周辺
- 長命ヶ丘公園 - 敷地が隣接。
  - 長命ヶ丘球場
  - また、「長命ヶ丘公園」以外の公園も点在する。
- 長命ヶ丘地域包括支援センター
- 仙台市長命ヶ丘児童センター
- 学校法人仙台北学園仙台リハビリテーション専門学校
- トドガサワ第一溜池
  - トドガサワ第一溜池の北側には、東北自動車道が通るが、付近にインターチェンジは無い。

## アクセス
- 仙台市営バス「904・S904」・「923・S923」の各系統、宮城交通バス「加茂長命ヶ丘線」で、「長命ヶ丘五丁目」停留所より。
  - 長命ヶ丘二丁目行のりばから、徒歩約150m・約2〜3分。
  - 仙台駅前行（市営）・八乙女駅行（宮交）のりばから、徒歩約110m・約2分。
  - なお、学校敷地からバス停留所まで、直線距離では約60mほどだが、道路形状の関係で、やや遠廻りとなる。